# Ranko Popović
Ranko Popović (in serbo Paнкo Пoпoвић?; Peć, 26 giugno 1967) è un allenatore di calcio ed ex calciatore serbo, di ruolo difensore.

## Caratteristiche tecniche
Giocava come difensore centrale.

## Palmarès
- Thai League Cup: 1

Buriram United: 2016
- Mekong Club Championship: 1

Buriram United: 2016